# Órla Fallon
Órlagh Mary Louise Fallon (* 24. August 1974 in Knockananna, County Wicklow, Irland), bekannt als Órla Fallon, ist eine irische Solistin, Komponistin und früheres Mitglied der Gruppe Celtic Woman sowie des Kammerchors Anúna.

## Frühere Jahre und Ausbildung
Fallon spielt Harfe und singt traditionelle irische Musik, meist in irischer Sprache. Sie studierte am Mater Dei Institute of Education in Dublin. Sie spielte u. a. für den Papst und den Präsidenten von Irland in der Carnegie Hall.

## Karriere

### Frühere Karriere
Ihr Debütalbum The Water is Wide wurde in Europa 2000 und in Nordamerika 2006 veröffentlicht. 2005 wirkte sie am zusammen mit  Moya Brennan und anderen Mitgliedern von Clannad am Album Rubicon der Gruppe The Duggans mit.

### Celtic Woman
2004 sandte Fallon eine Demo an den Komponisten David Downes, der an einem Konzept für Celtic Woman arbeitete. Aufgrund ihrer einzigartigen Stimme kontaktierte Downes Fallon und fragte sie, ob sie Mitglied von Celtic Woman sein wolle. Dabei dachte er nur an eine Abendshow. Fallon stimmte zu.
Fallon singt auf dem gleichnamigen Album Celtic Woman, Celtic Woman: A Christmas Celebration und Celtic Woman: A New Journey, sowie auf den von PBS aufgezeichneten Special und DVDs von 2004, 2007, und 2006.
2005 trat sie auf der Nordamerika-Tour, im Juli 2006 auf der A New Journey Tour und ab August 2007 auf der zweiten A New Journey Tour auf.
2009 teilte Fallon mit, dass sie eine Auszeit nehmen werde und mehr Zeit mit ihrer Familie verbringen möchte. Ihren Platz nahm die Schauspielerin und Sängerin Alex Sharpe ein.

### Nach Celtic Woman
2009 war Fallon als Gastsängerin mit Jim Brickmans "It's a Beautiful World" Tour und PBS special. Im September desselben Jahres veröffentlichte sie ihr zweites Studioalbum Distant Shore. Im März 2010 folgte ihr drittes Album Music of Ireland: Welcome Home. Im September 2010 veröffentlichte sie ihr erstes Weihnachtsalbum Winter, Fire & Snow: A Celtic Christmas Collection. Im Dezember 2010 veröffentlichte Fallon ihr zweites Weihnachtsalbum Celtic Christmas. Dies war das erste Mal, das ein früheres Mitglied von Celtic Woman sein eigenes PBS special aufnimmt.
Im März 2011 folgte ein neues Album, Órla Fallon: My Land, mit einem PBS special.
2012 veröffentlichte Fallon ihr Album Lullaby Time.
Zurzeit (Stand Juli 2013) ist sie Frontsängerin der Band Tin Cup Gypsy.
Sie ist verheiratet mit ihrem Mann John. Gemeinsam haben sie einen Sohn, Freddie.

## Diskografie
- Órla Fallon: The Water is Wide (2000)
- Celtic Woman (März 2005)
- The Duggans: Rubicon (album) (2005)
- Celtic Woman: A Christmas Celebration (Oktober 2006)
- Celtic Woman: A New Journey (January 2007)
- Celtic Woman: The Greatest Journey (Oktober 2008)
- Jim Brickman's "It's a Beautiful World" (2009)
- Órla Fallon: Distant Shore (September 2009)
- Music of Ireland: Welcome Home (March 2010)
- Winter, Fire & Snow: A Celtic Christmas Collection (September 2010)
- Órla Fallon's Celtic Christmas (November 2010)
- Órla Fallon: My Land (März 2011)
- Lullaby Time (2012)
- Sweet By and By (2017)
- A Winter's Tale (2019)
- Lore (2020)
- Abide With Me: Celtic Hymns And Songs Of Faith (2022)